# Lāgolzār
Lāgolzār är en ort i Iran.   Den ligger i provinsen Khuzestan, i den centrala delen av landet, 400 km söder om huvudstaden Teheran. Lāgolzār ligger 1 010 meter över havet och antalet invånare är 191.
Terrängen runt Lāgolzār är kuperad västerut, men österut är den bergig.Runt Lāgolzār är det ganska tätbefolkat, med 56 invånare per kvadratkilometer. Närmaste större samhälle är Kal Chenār, 8,8 km väster om Lāgolzār. Omgivningarna runt Lāgolzār är i huvudsak ett öppet busklandskap.